# Чжао (царство)
Чжао (кит. трад. 趙, пиньинь Zhào, палл. Чжао) — одно из семи основных древнекитайских царств Периода Сражающихся царств (Чжаньго). Существовало с 403 года до н. э. по 222 год до н. э.

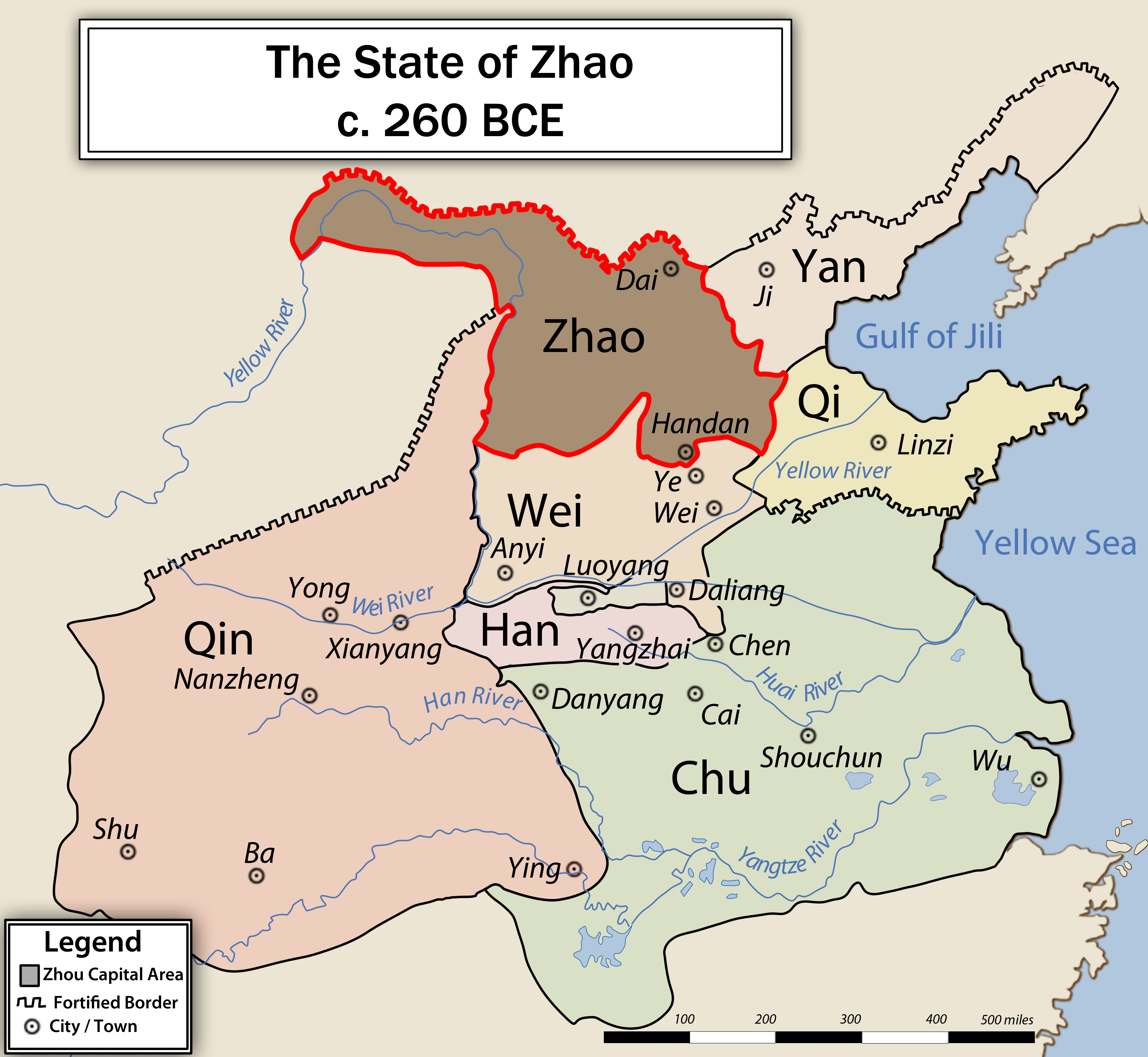
Территория Чжао в 260 до н. э.

## Расцвет царства Чжао
Чжао возникло на основе царства Цзинь, распавшегося в конце V века до н. э. Три самых могущественных рода царства Цзинь — Хань, Вэй и Чжао — в 403 году до н. э. поделили между собой Цзинь. Таким образом, на свет появились три новых государства — соответственно Хань, Вэй и Чжао. Хотя их еще долго называли «три Цзинь», на самом деле каждое из них проводило совершенно самостоятельную политику, исходя только из своих интересов, ничем в этом не отличаясь от прочих царств древнего Китая. Столица Чжао в Период Сражающихся царств утвердилась в городе Ханьдань.
В начале эпохи Сражающихся царств царство Чжао было довольно слабым в военном отношении и терпело поражения от соседних китайских царств, вплоть до угрозы потери независимости и полного уничтожения как государства. Большую опасность для молодого государства представляло полуварварское царство Чжуншань, находившееся в самом центре царства Чжао и совершавшее нападения на все соседние китайские царства. Наряду с этим территория Чжао также подвергалась набегам кочевников дунху на востоке и линьху и лоуфань на западе. В 371 году до н. э., когда царство Вэй осталось без правителя, Чжао и Хань вступили в конфликт между собой. Чжао уступило, и на престоле Вэй оказался ханьский претендент — «вэйский» Хуэй-ван. В 354 до н. э. Хуэй-ван начал вторжение в Чжао. Чжао проигрывало войну, вэйские войска вступили в чжаоскую столицу Ханьдань. Чжао могло окончательно пасть, но ему на помощь пришел могущественный восточный сосед — царство Ци, опасавшееся чрезмерного усиления Вэй в случае захвата им территории Чжао.
Вместо того, чтобы сражаться с войсками Вэй на земле Чжао, по совету стратега Сунь Биня армия Ци ударила по самому царству Вэй, в отсутствие армии оставшемуся почти беззащитным. Вэй пришлось срочно оставить Чжао, чего Ци и добивалось. В китайской истории память об этих событиях осталась в виде изречения «Осадить Вэй, чтобы спасти Чжао»(圍魏救趙). Это означает нанесение удара по уязвимому месту противника вместо того, чтобы вступить с ним в прямое противоборство. (Таким образом, стратегия непрямых действий в древнем Китае была создана и сформулирована на двадцать три века раньше, чем это было сделано в Европе Лиддел Гартом.)
Чжао существенно окрепло лишь во времена царя-реформатора Улин-вана (правил 325—295 до н. э.), который первым в Китае оснастил свои войска доспехами и использовал в войне полноценную кавалерию — конных лучников, переняв их использование от кочевников. Аристократы Чжао, включая наследника престола, протестовали против этого, как и против другого нововведения — коротких курток и прочных кавалеристских штанов для воинов, считая и то и другое отказом от китайской культуры и позорным падением в дикость и варварство.
Однако царь Улин-ван считал намного большим позором терпеть унизительные поражения от соседей и кочевников и настоял на своем. Лошадей для кавалерии он получил от северных кочевников («линьских ху»), а для обучения чжаоских солдат верховой езде в качестве инструкторов были приглашены опытные ци и (конники, умеющие стрелять из лука со спины лошади). После того, как чжаоская кавалерия в сражениях быстро доказала своё преимущество, протесты консерваторов смолкли и кавалерией обзавелись все другие «Сражающиеся царства».
Благодаря постоянному вниманию чжаоских правителей к подготовке войск царство Чжао в военном отношении весьма усилилось. В 300 до н. э. Чжао смогло завоевать царство Чжуншань, являвшееся тогда вассалом Вэй, тогдашнего противника Чжао, а в 295 до н. э. при помощи царства Ци полностью покончило с восстановившим было свою самостоятельность Чжуншань, аннексировав его территорию.

## Падение царства Чжао
К концу Периода Сражающихся царств основным фактором внешней политики стало неуклонное усиление царства Цинь, которое вело крайне агрессивную политику по отношению к соседним царствам, претендуя не только на гегемонию, но и на полное их завоевание. Тогда в Китае появилось изречение, характеризовавшее циньскую внешнюю политику следующим образом: «Умиротворять царство Цинь путём уступок земель — все равно, что дровами тушить пожар; дров нужно будет все больше, а пожар не прекратится». В это время Чжао было единственным государством Северного Китая, способным на равных противостоять экспансии царства Цинь, которое вело почти непрерывные захватнические войны.
Война Цинь против Чжао, по признанию историков, была самой большой и самой жестокой войной периода Сражающихся царств. В 270 до н. э. чжаоское войско под командованием Чжао Шэ, посланное на помощь Хань, в битве при Яньюй нанесло крупное поражение циньской армии Но через десять лет Чжао потерпело сокрушительное поражение от Цинь в битве при Чанпине в 260 до н. э., где выдающийся циньский полководец Бай Ци заманил в ущелье, окружил и уничтожил 400-тысячную чжаоскую армию. Причиной этой страшной катастрофы было то, что правитель Сяочэн-ван, поддавшись интригам циньских агентов, сместил опытного главнокомандующего Лянь По и назначил вместо него молодого и амбициозного, но безрассудного генерала Чжао Ко, который завел огромную чжаоскую армию в циньскую ловушку.
Поражение в битве при Чанпине стало для Чжао не только военной, но и государственной катастрофой, царство потеряло огромное количество солдат и уже никогда после этого не восстановило прежние силы. После битвы при Чанпине царство Чжао, лишившись почти всех вооруженных сил, было уже готово пасть, его столица Ханьдань в 258 году до н. э. была осаждена циньскими войсками. В этой тяжелейшей ситуации Ханьдань, уже доведенный голодом до людоедства, от падения спасла лишь срочная помощь в 257 до н. э. войск царств Вэй и Чу, опасавшихся дальнейшего усиления Цинь.
После этого Чжао пришлось отражать нападение царства Янь, стремившегося воспользоваться внезапным ослаблением соседа и оторвать часть чжаоских земель прежде, чем в Чжао вырастут новые воины. Несмотря на то, что чжаоской армии во главе с Лянь По удалось нанести поражение Янь и даже заставить его уступить часть территории, на войнах против Цинь эти успехи никак не сказались. Чжаосцы упорно и порой небезуспешно сражались против циньской агрессии, но все сражения шли на чжаоской земле и в последующие двадцать лет чжаосцы уступили циньцам почти сорок городов. Одновременно продолжались столкновения на яньской границе, а население захваченных у Янь территорий бунтовало против Чжао.
В это время полководец Лянь По, столько сделавший для обороны Чжао, снова вступил в конфликт с чжаоским правителем, вновь был смещен с поста и изгнан из царства. В дальнейшем, когда Чжао из-за непрекращавшихся циньских нападений оказалось в трудном положении и очень нуждалось в талантливом генерале, новый чжаоский правитель Даосян-ван предложил вернуть Лянь По и назначить его на прежний пост. Изгнанный полководец, находившийся тогда в царстве Вэй, мечтал о том же, чтобы послужить своей родине. Однако занимавший пост первого чжаоского министра сановник Го Кай, завидуя славе великого полководца, помешал его возвращению, ложно сообщив правителю, что Лянь По слишком дряхл и уже непригоден к службе. В результате военный гений Лянь По никогда более не был использован для обороны Чжао, что имело для Чжао тяжелые последствия в виде поражений от циньской армии и потери многих земель.
Во время атаки на Хань в 234 до н. э. опасаясь, что Чжао, как и в 270 до н. э., придёт Хань на помощь, Цинь отправило против Чжао армию под руководством Хуань Ци. В битве при Пинъяне чжаоская армия была разбита, потеряв 100 тысяч человек (циньцы, как обычно, вырезали всех попавших в плен). Циньские армии к этому времени уже захватили значительную часть коренных чжаоских земель, при этом тяжелое положение царства Чжао усугублялось тем, что оно, не имея надежных и постоянных внешнеполитических партнеров, было дипломатически изолировано от потенциальных союзников. Причиной тому были как искусные действия циньской дипломатии, сумевшей разобщить противостоящие царства, так и собственные ошибки чжаоской внешней политики, из-за чего Чжао ранее оппортунистически участвовало в ряде союзов то с участием Цинь, то антициньской направленности. Поэтому царству Чжао в эти судьбоносные для государства годы приходилось рассчитывать только на собственные силы.
Армия Хуань Ци продолжала наносить удары по Чжао, но в 233 до н. э. потерпела полное поражение в битве при Фэй от выдающегося чжаоского полководца Ли Му и была почти полностью истреблена. Поскольку обычным наказанием циньского вана для потерпевших поражение полководцев была смерть, Хуань Ци, спасая свою жизнь, бежал в царство Янь. В 232 до н. э. циньцы напали на Фаньу (в некоторых текстах — Паньу), но опять были разбиты. Войска Ли Му, двигаясь к югу, также отразили наступление войск царств Хань и Вэй, являвшихся тогда союзниками царства Цинь. Тем не менее чжаоские армии тоже понесли значительные потери, и отступили, чтобы прикрыть столицу царства город Ханьдань.
Природные бедствия последующих лет (землетрясение в области Дай в 231 до н. э.и сильная засуха в 230 до н. э., вызвавшая голод) существенно подорвали обороноспособность Чжао, и Цинь, используя это обстоятельство, в 229 до н. э. направило против Чжао огромные силы. Циньские армии, руководимые Ван Цзянем, наступали с запада, а силы во главе Ян Дуаньхэ и Цзян Хуем шли с юга, из района Хэнэя. Поскольку циньские войска в полевом сражении обладали значительным превосходством, чжаоский генерал Ли Му укрыл войска за мощными укреплениями, и ситуация стала патовой: циньцы при безуспешных попытках атаковать чжаоские укрепления несли большие потери, в то время как чжаоский полководец не желал выводить войска из укреплений и вести полевое сражение с численно превосходящим противником.
Тогда циньцы в очередной раз сделали ставку на интриги, чтобы устранить талантливого полководца, которого не сумели победить в сражении. Подкупив большим количеством золота первого министра Го Кая, циньские агенты смогли очернить Ли Му, который был снят с должности и казнён по обвинению в мятеже и сговоре с циньцами, а его заместитель генерал Сыма Шан смещен с поста. На пост чжаоского главнокомандующего был поставлены генерал Чжао Цун и циский полководец Янь Цзюй, не имевшие способностей, сравнимых с военным гением Ли Му. Узнав о казни великого полководца, циньцы атаковали и разбили войска Чжао Цуна и Яня Цзюя, Чжао Цун погиб в бою, Янь Цзюй бежал. После этого циньские войска в 228 году до н. э. окончательно захватили Чжао, взяв его правителя Цяна (Ю-мяо-вана) в плен. При этом циньцы заняли основную территорию Чжао вместе со столицей Ханьдань, но по какой-то причине не стали оккупировать отдаленную чжаоскую область Дай на севере.
Так как циньцы взяли в плен прежнего чжаоского правителя, бежавшие в область Дай чжаоские сановники поставили у власти другого сына умершего правителя, принца Цзя. Он правил только в области Дай, ставшей «осколком» некогда большого и сильного царства Чжао, шесть лет и потому вошел в историю под именем Дай-вана. В 222 году до н. э. Цинь двинуло на север большую армию во главе с генералом Ван Бэнем, сыном Ван Цзяня, для разгрома царства Янь. После успешного выполнения этой задачи на обратном пути Ван Бэнь мимоходом захватил область Дай, взяв Цзя в плен. Царство Чжао было окончательно ликвидировано и стало циньской областью.. Вместе с ним было уничтожено и царство Янь, которое постигла такая же судьба.

## Родоначальники наследственного дома Чжао
- Чжун Янь, служил колесничим у иньского правителя Тай-у(太戊) (годы правления по традиционно-условным датам — в 1637—1563 гг. до н. э. (см."Истзап", т. 1, гл. 3, с. 171)).
- Фэй Лянь, «потомок» Чжун Яня (в каком поколении, «Ши цзи» не сообщает)
- Цзи Шэн, младший сын Фэй Ляна, от него пошла ветвь рода Чжао. Старший сын, по имени Э-лай, служил полулегендарному последнему иньскому правителю Чжоу Синю (紂辛) (XI век до н. э.), известному своей жестокостью и был убит им в числе прочих жертв его тирании; его потомки стали правителями дома Цинь. Таким образом, роды Чжао и Цинь, через семь веков ставшие смертельными врагами, во II тысячелетии до н. э. имели общих родоначальников.
- Мэн Цзэн, сын Цзи Шэна, который был в фаворе у чжоуского Чэн-вана и жил в Гаолане (по мнению некоторых комментаторов (Сюй Гуана, Сыма Чжэня), Гаолан — название уезда к западу от Хуанхэ (в совр. уезде Усян, на юго-востоке пров. Шаньси)
- Хэн-фу, сын Мэн Цзэна
- Цзао-фу, сын Хэн-фу, служил чжоускому Му-вану, которому добыл восьмерку коней из местности Чжаолинь (территория, входящая в современный уезд Линбао провинции Хэнань). По легенде, Му-ван отправился на запад в объезд своих земель и там повидался с царицей Запада Си-ван-му. Он так был рад этой встрече, что забыл о своем возвращении. В это время восстал сюйский Янь-ван. Тогда Му-ван сел на лошадей, пробегавших в день по тысяче ли, напал на сюйского Янь-вана и разбил его, после чего пожаловал Цзао-фу город Чжаочэн, располагавшийся в современном уезде Хуэйсянь провинции Шаньси. Отсюда и пошел род Чжао.
- Янь-фу, родился через шесть поколений после Цзао-фу. Служил чжоускому правителю Сюань-вану (827—782 до н. э.) в качестве возничего(колесницы). В битве под Цяньму(802 или 789 г. до н. э.) Янь-фу спас Сюань-вана.
- Шу-дай, сын Янь-фу. Сначала служил чжоускому Ю-вану (781—771 гг. до н. э.), потом покинул Чжоу и прибыл в Цзинь, где стал служить цзиньскому Вэнь-хоу (780—746 гг. до н. э.). С этих пор род Чжао обосновался в княжестве Цзинь. После Шу-дая клан Чжао все больше поднимался, и в пятом поколении в нем родился Чжао Су.
- Чжао Су, служил цзиньскому правителю по одним источникам, в качестве военачальника, по другим в качестве колесничего. На шестнадцатом году правления цзиньского Сянь-гуна (661 г.), когда гун напал на царства Хо, Вэй и Гэн, Чжао Су в качестве военачальника вел наступление на Хо. В 660 до н. э. цзиньский Сянь-гунь пожаловал Чжао Су земли в Гэн, которые стали первым владением клана Чжао.
- Гун Мэн, сын Чжао Су, родился в 661 до н. э.
- Чжао Шуай, сын Гун Мэна, личное имя Цзы Юй, посмертное имя Чэн-цзи
- Чжао Дунь, посмертное имя Сюань Мэн, сын Чжао Шуая от жены-пленницы из племени цянцзюшу. Встал у власти, истребив других своих братьев (детей отца от китайской жены).
- Чжао Шо, сын Чжао Дуня
- Вэнь-цзы, сын Чжао Шо, личное имя Чжао У. Сирота, родившийся после резни, в ходе которого по приказу цзиньского военачальника Ту Ань-гу его отец был убит вместе со всеми мужчинами-аристократами клана Чжао. Младенец был спасен преданными друзьями погибшего отца Хань Цюэ, Чэн Ином и Гунсунь Чу-цзю. При этом Гунсунь Чу-цзю добровольно отдал за это спасение Чжао У свою жизнь, выдав за него младенца простолюдина и был убит вместе с ним. После этого спасенный сирота вырос в горах и был воспитан Чэн Ином. Возможность вернуться в столицу ему представилась, когда заболевший и раскаявшийся цзиньский правитель Цзин-гун(599—581 до н. э.)(晋景公) по призыву Хань Цюэ восстановил права клана Чжао, главой которого стал Чжао У.[1]
- Цзин-шу, сын Вэнь-цзы
- Цзянь-цзы, 518—458 до н. э., сын Цзин-шу, личное имя Чжао Ян. В 494—491 гг. до н. э. разгромил кланы Фань и Чжунхан, их города и земли были захвачены кланом Чжао, среди них город Ханьдань, в будущем ставший столицей царства Чжао.
- Сян-цзы, 457—425 до н. э., сын Цзянь-цзы, личное имя У-сюй. На начальном году правления (в 457 до н. э.) вероломно убил приглашенных в гости правителя «области» (точнее, небольшого царства) Дай и его чиновников, после чего чжаосцы аннексировали Дай. В 453 до н. э. совместно с кланами Вэй и Хань уничтожил могущественный клан Чжи, захвативший власть в царстве Цзинь и разделил его владения. Цзиньский правитель Чу-гун лишился всякой власти, но был оставлен как номинальный правитель формально все еще существовавшего царства.
- Хуань-цзы, 424—423 до н. э., младший брат Сян-цзы. Захватил власть вопреки воле старшего брата, желавшего после своей смерти передать власть над кланом Чэну, сыну Чжао Бо Лу, который, однако, рано умер.
- Сянь-хоу (獻侯), 424—409 до н. э., внук Чжао Бо Лу. Возведен на престол после смерти Хуань-цзы в результате восстания чжаосцев, при этом сын Хуань-цзы был ими убит.

## Правители царства Чжао
- Ле-хоу (烈侯), 409—400 до н. э., сын Сянь-хоу, личное имя Цзи. Провел несколько важных реформ. Царство Цзинь в 403 до н. э. было окончательно разделено на независимые царства Хань, Вэй и Чжао, а их правители чжоуским ваном были возведены в ранг чжухоу.
- У-гун, 399—387 до н. э. Младший брат Ле-хоу.
- Цзин-хоу (敬侯), 387—375 до н. э., сын Ле-хоу, личное имя Чжан. Основал столицу в Ханьдане
- Чэн-хоу (成侯), 374—350 до н. э., сын Цзин-хоу, личное имя Чжун.
- Су-хоу (肅侯), 349—326 до н. э., сын Чэн-хоу, личное имя Ю.
- Улин-ван (武靈王), 325—300 до н. э., сын Су-хоу. Провел важные военные реформы, усилившие царство Чжао. Погиб в 295 до н. э. в борьбе за престол после передачи власти в 299 до н. э. сыну Хэ от наложницы У в обход законного наследника принца Чжана, который также был убит в ходе смуты.
- Хуэйвэнь-ван (惠文王), 299—266 до н. э., сын Улин-вана от наложницы У, личное имя Хэ.
- Сяочэн-ван (孝成王), 265—245 до н. э., сын Хуэйвэнь-вана, личное имя Дань.
- Даосян-ван (悼襄王), 244—236 до н. э., сын Сяочэн-вана, личное имя Янь.
- Ю-мяо-ван (幽繆王), 235—228 до н. э., сын Даосян-вана от наложницы, личное имя Цянь. Получил престол благодаря уговорам своей матери в ущерб правам законного наследника принца Цзя. Сдался в 228 до н. э. циньской армии и потерял государство, превращенное в циньскую область.
- Дай-ван (代王), 228—222 до н. э., старший сын Даосян-вана от жены и соответственно единокровный брат Цяня, личное имя Цзя. Был возведен на трон сановниками, бежавшими в область Дай после оккупации циньцами основной территории Чжао. Был свергнут циньцами после захвата ими области Дай в 222 до н. э.[9] Впрочем, маловероятно, что циньцы обращались с Дай-ваном жестоко, поскольку его сын впоследствии был послан к хунну в качестве посла от Цинь.

## Экономика

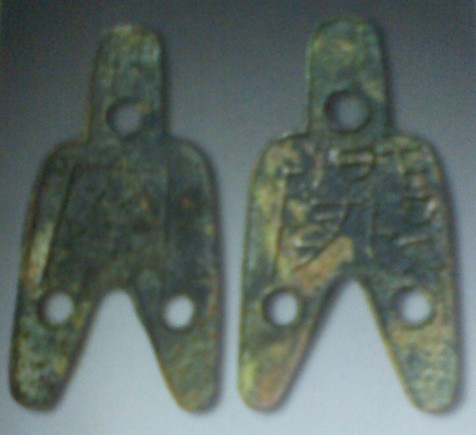
Монеты «бу» с тремя ответствиями, имевшие хождение в царствах Чжао и Чжуньшань

Ханьдань — столица царства Чжао был известен как один из крупнейших по тому времени центров железоделательного производства. Изготовленные в Чжао железные лопаты славились по всему Китаю. В Чжао в торговле использовались бронзовые монеты в форме лезвия мотыги или лопаты, как и в двух других царствах, возникших на территории бывшего царства Цзинь (Хань и Вэй).

## Выдающиеся деятели царства Чжао
Царство Чжао было родиной философа Сюнь-цзы, полководцев Лянь По и Ли Му, двух из четырех «Величайших генералов эпохи „Сражающихся царств“»